# صن سوبر
صن سوبر كان صندوق تقاعد صناعي أسترالي للعرض العام ومقره في بريزبان كوينزلاند في أستراليا. تم تأسيسه في عام 1987 كصندوق تقاعد متعدد الصناعات مفتوح لجميع العمال وربح للأعضاء. كان صن سوبر أكبر صندوق تقاعد من حيث العضوية في كوينزلاند حيث يضم 1.3 مليون عضو وأكثر من 100,000 صاحب عمل افتراضي. اعتبارًا من ديسمبر 2020 كان لديها أكثر من 79 مليار دولار أسترالي من الأموال الخاضعة للإدارة.
في 28 فبراير 2022 اندمجت صن سوبر وكيه سوبر لتصبحا صندوق التقاعد الأسترالي.

## الإدارة
تمتلك صن سوبر وتتحكم في إدارة الأموال الخاصة بها. يتم توفير غطاء التأمين للأعضاء من خلال وثائق تأمين الحياة الجماعية مع شركات التأمين مثل إيه آي إيه أستراليا المحدودة.

## الاستثمارات
تدير صن سوبر استثماراتها من خلال مجموعة من الإدارة الداخلية والإشراف على أكثر من 40 مدير استثمار خارجي في أستراليا والمراكز المالية الرئيسية في جميع أنحاء العالم.
في يونيو 2008 تم تعيين ميرسر مستشارًا للاستثمار في شركة صن سوبر. تم تجديد العقد لمدة ثلاث سنوات أخرى في عام 2011. يتم توفير خدمات الحراسة من قبل شركة ستيت ستريت أستراليا المحدودة.